# Dictyogenus fontium
Dictyogenus fontium is een steenvlieg uit de familie Perlodidae. De wetenschappelijke naam van de soort is voor het eerst geldig gepubliceerd in 1896 door Ris.